# John Cleese
John Cleese, John Marwood Cleese (Weston-super-Mare, Anglia, 1939. október 27. –) BAFTA-díjas és Emmy-díjas brit komikus, író és producer, a Monty Python csoport tagja, valamint a Waczak szálló című sorozat főszereplője és forgatókönyvírója.
1976-ban a Waczak szállóban nyújtott teljesítményéért elnyerte a Brit Filmakadémia (BAFTA) legjobb komikus szereplőnek járó díját. 1987-ben a legjobb vendégszereplőnek járó Emmy-díjat kapta meg a Cheers című sorozatban való szerepléséért. 1988-ban A hal neve: Wanda forgatókönyvírójaként Oscar-díjra is jelölték.

## Életpályája
John Cleese 1939. október 27-én született az angliai Weston-Super-Mare-ben. Szülei magániskolába járatták, hogy kiváló oktatásban részesülhessen. 12 éves korára elérte a 182 cm-es magasságot, emiatt osztálytársai gyakran bántották. Szerette a humort, vicceket gyűjtött, és mint a legtöbb brit, aki komikusnak készült, lelkes rajongója volt a „The Goon Show” című rádióműsornak, amiben olyan legendás hírességek szerepeltek, mint Peter Sellers, Spike Milligan, valamint Harry Secombe.
Cleese mind a sportban, mind a tanulmányokban jeleskedett, de a valójában a komédia vonzotta. A Cambridge egyetemen jogot tanult, s közben sok időt szentelt az egyetem legendás Cambridge Footlights nevű csoportjának, amiben bohózatokat írt és adott elő, gyakran a későbbi Python-os társával Graham Chapman-nel. Néhány darabnak óriási sikere lett, mint például, amelyik „Cambridge Circus” néven turnézott. Miután Cleese lediplomázott, a BBC-hez került, majd azt követően 1964-ben csatlakozott a „Cambridge Circus”-hoz, amely Új-Zélandon és az Amerikai Egyesült Államokban vendészerepelt. A „Cambridge Circus”-t elhagyva Amerikában maradt, és itt találkozott Terry Gilliammel, a másik jövőbeli Monty Python-os figurával.
Angliába visszatérve, a „I'm Sorry I'll Read That Again” című rádiósorozatban tűnt fel, amely néhány évig futott, és szerepelt benne Tim Brooke-Taylor, Bill Oddie és Graeme Garden is.
Szerepelt még többek között Tim Brooke-Taylorral, Chapmannel és Marty Feldmannal a „At Last the 1948 Show”-ban (1967), valamint a legnagyobb angliai komédia írókkal, akik közül néhányan – Eric Idle, Terry Gilliam, Terry Jones, Michael Palin, és Graham Chapman – összeálltak a Monty Python nevű alkotásban. A Monty Python a komédia és a magas röptű abszurd humor keveréke, amely a mai napig meghatározó szerepet tölt be. 1970 és 1973 között a St. Andrews-i Egyetem rektori posztját töltötte be. Az egyetem történetében először, rektor helyettesnek Cleese egy diákot jelölt.
A harmadik sorozat után Cleese elhagyta a Monty Python Repülő Cirkuszát, viszont a csoport tagjaival újra összeállva a 70-es évek közepétől a 80-as évek elejéig, megszülettek a következő Python filmek: Gyalog galopp (1975), Brian élete (1979), Monty Python Live at the Hollywood Bowl (1982), és az Élet értelme (1983). Az akkori feleségével, Connie Booth-tal 1975-ben megirták a Waczak szálló (Fawlty Towers) című 12 részes komédiát, amelyben egy éles nyelvű, goromba, mégis kedvelni való tengerparti szálloda tulajdonost alakít. A karaktert Donald Sinclair szálló tulajdonos ihlette, akivel egy angliai elszállásolás alkalmával találkozott Cleese és a többi Python tag.
Cleese létrehozta a Video Arts nevű céget – melynek produktumaiban általában ő maga szerepelt –, amely rendkívül sikeressé vált az angol nyelvet beszélők világában. Írója, producere és főszereplője A hal neve: Wanda (1988) és a Fészkes fenevadak (1997) című filmeknek, Kevin Kline, Jamie Lee Curtis, Michael Palin társaságában. Később olyan filmekben szerepel, mint a Harry Potter sorozatok, és a James Bond sorozat. Ez utóbbiban először az A világ nem elégben (1999) R-et alakította, mielőtt Q-vá lépett elő. Cleese számos animációs és videós munkához adta a hangját, valamint gyakran tűnt fel reklámokban is.
A kaliforniai Santa Barbara megyéből, ahol több évet élt, 2013-ban visszaköltözött Angliába, Londontól nem messze fekvő Bath-ba. Feleségével, Jennifer Wade ékszerésszel él együtt, akit 2012-ben vett feleségül.
2014 nyarán utoljára összeállt a Monty Python csoport. A 10 előadást a londoni Royal Albert Hallban tartották. Ezzel lezárták a 45 évet és a több évtizedes találgatásokat a lehetséges újrakezdésre.
Sűrűn vesz részt narrátorként vagy kölcsönzi hangját animációs filmekhez.
2014-ben jelent meg önéletrajzi könyve: „Na szóval...” címmel.
2015-ben az Egyesült Államokban, 2016-ban Ausztráliában és Új-Zélandon turnézik Eric Idle-lal a „Megint együtt...legelső alkalommal” című előadással.

## Magánélete
Feleségei
- Connie Booth (1968 február 20 – 1978) (elvált)
- Barbara Trentham (1981 február 15 – 1990) (elvált)
- Alice Faye Eichelberger (1992 december 28 – 2008) (elvált)
- Jennifer Wade (2012 – )

Gyermekei
- Cynthia Cleese (1971)
- Camilla Cleese (1984)

## Filmográfia
- 2009 – 51-es bolygó – szinkronhang
- 2009 – A rózsaszín párduc 2. (Pink Panther 2) – Dreyfus főfelügyelő
- 2008 – Amikor megállt a Föld (The Day the Earth Stood Still) – Dr. Barnhardt
- 2008 – Igor – Dr. Glickenstein (szinkronhang)
- 2007 – Harmadik Shrek (Shrek the Third) – Harold király (szinkronhang)
- 2006 – Zűrös páros (L'entente cordiale) – Lord Conrad
- 2006 – Egy férfi naplója (Man About Town) – Dr. Primkin
- 2006 – Malac a pácban (Charlotte's Web) – Samuel (szinkronhang)
- 2005 – Vad galamb (Valiant) – Mercury (szinkronhang)
- 2004 – 80 nap alatt a Föld körül (Around the World in 80 Days) – Grizzled Sergeant
- 2004 – Shrek 2. (Shrek 2) – Harold király (szinkronhang)
- 2003 – Az őserdő hőse 2. (George of the Jungle 2 – Majom (szinkronhang)
- 2003 – Született bankrablók (Scorched) – színész
- 2003 – Charlie angyalai: Teljes gázzal (Charlie's Angels: Full Throttle) – Mr. Munday
- 2002 – Pinokkió (Pinocchio) – The Talking Cricket (szinkronhang)
- 2002 – Halj meg máskor (Die Another Day) – Q
- 2002 – Pluto Nash – Hold volt, Hold nem volt… (The Adventures of Pluto Nash) – James
- 2002 – Harry Potter és a Titkok Kamrája (Harry Potter and the Chamber of Secrets) – Sir Nicholas de Mimsy – Porpington
- 2001 – Üldözési mánia (Rat Race)– Donald Sinclair
- 2001 – Harry Potter és a bölcsek köve (Harry Potter and the Sorcerer's Stone) – Sir Nicholas de Mimsy – Porpington
- 2000 – Varázspuding (The Magic Puding) – Albert, a varázspuding (szinkronhang)
- 2000 – Hát nem édes? (Isn't She Great) – Henry Marcus
- 1999 – Párosban a városban (The Out – of – Towners) – Mr. Mersault
- 1999 – A világ nem elég (The World is Not Enough) – Q
- 1997 – Az őserdő hőse (George of the Jungle) – majom, akit Majomnak hívnak (szinkronhang)
- 1997 – Békavári uraság (The Wind in the Willows) – Mr. Toad ügyvédje
- 1996 – Fészkes fenevadak (Fierce Creatures) – forgatókönyvíró, producer, Rolo Lee
- 1994 – Frankenstein – Waldman professzor
- 1994 – Hattyúhercegnő (The Swan Princess) – Jean-Bob (szinkronhang)
- 1994 – Maugli, a dzsungel fia (The Jungle Book) – Dr. Julien Plumford
- 1993 – Lökött örökösök (Splitting Heirs) – színész
- 1991 – Egérmese 2. – Egérkék a Vadnyugaton (An American Tail: Fievel Goes West) – Cat R. Waul (szinkronhang)
- 1989 – A nagy film (The Big Picture) – Frankie csapos
- 1989 – Erik, a viking (Erik the Viking) – Fekete Halfdan
- 1988 – A hal neve: Wanda (A Fish Called Wanda) – történetíró, ügyvezető producer, forgatókönyvíró, Archie Leach
- 1986 – Óraműpontossággal (Clockwise) – Brian Stimpson
- 1985 – Silverado – színész
- 1983 – Az élet értelme (Monty Python's The Meaning of Life) – forgatókönyvíró, színész
- 1982 – Angyalbőrben (Privates on Parade) – színész
- 1981 – Időbanditák (Time Bandits) – Robin Hood
- 1981 – The Great Muppet Caper – színész
- 1980 – Ki vagy, doki? Cameo szerep a Death of City 4. részében
- 1979 – Brian élete (Monty Python's Life of Brian) – forgatókönyvíró, 3.bölcs/Reg, judeai felszab.front vez
- 1975 – Waczak szálló (Fawlty Tower) – Basil Fawlty
- 1975 – Gyalog galopp (Monty Python and the Holy Grail) – forgatókönyvíró, Second Soldier with a Keen Interest in
- 1972 – És most valami egészen más (And Now For Something Completely Different) – színész
- 1969 – Monty Python Repülő Cirkusza (Monty Python's Flying Circus) – színész

## Bibliográfia

### Saját könyvek
- Robin Skynner & John Cleese: Families and How to Survive Them (1983)
- Brian Bates with John Cleese – The Human Face
- John Cleese: Na szóval... (So, anyway..., 2014)[12]

## Magyarul megjelent művei
- Robin Skynner–John Cleeseː Hogyan éljük túl a családot?; ford. Rakovszky Zsuzsa, ill. Bud Handelsman; Helikon, Bp., 1993
- Na, szóval...; ford. Izing Róbert; HVG Könyvek, Bp., 2014
- Elszabadult professzor. Évek a Cornell Egyetemen; ford. Lázár A. Péter; Jaffa, Bp., 2020
- Csak kreatívan! Vidám kalauz az alkotómunkához; ford. Morvay Krisztina; HVG Könyvek, Bp., 2021

## Elismerések, kitüntetések
Egy 2005-ös brit felmérés szerint, ahol „A Komédiások Komédiásá”-t keresték, minden idők 2. legjobb komédiása lett.

## Érdekességek
- Az 1993-ban felfedezett 9618 Johncleese nevű aszteroida róla lett elnevezve.